# متضاعف (ربليكون)
الريبليكون أو  المنساخ أو المتضاعف هو جزيء حمض نووي ريبوزي منقوص الأكسجين أو جزيء آر أن إيه أو منطقة من الدي أن إيه أو الآر أن إيه تتضاعف من منشأ تضاعف منفرد.